# Prezidentské volby v Gambii 2006
Prezidentské volby v Gambii 2006 proběhly 22. září. Jejich vítězem se stal dlouholetý stávající prezident Yahya Jammeh většinou 67% hlasů.
| #      | Kandidát        | Strana                                                   | Hlasy (abs.) | Hlasy (%) |
| ------ | --------------- | -------------------------------------------------------- | ------------ | --------- |
| 1      | Yahya Jammeh    | Aliance pro vlastenecké přeorientování a výstavbu (APRC) | 264 404      | 67,33     |
| 2      | Ousainou Darboe | Sjednocená demokratická strana (UDP)                     | 104 808      | 26,69     |
| 3      | Halifa Sallah   | Národní aliance pro demokracii a rozvoj (NADD)           | 23 473       | 5,98      |
| Celkem | Celkem          | Celkem                                                   | 392 685      | 100,00    |